# Marcus Goree
Marcus Goree (ur. 11 października 1977 w Dallas) – amerykański koszykarz.

## Sukcesy
Klubowe
- Mistrz:
  - Euroligi (2008)
  - Rosji (2008)
  - Włoch (2006, 2007)
  - Izraela (2003)
- Zdobywca superpucharu Włoch w 2006 (Benetton Treviso)

Wyróżnienia
- Udział w meczu gwiazd ligi:
  - niemieckiej (2002)
  - włoskiej (2005)
  - francuskiej LNB Pro A (2012)
- Lider ligi rosyjskiej w blokach (2008)